# Assé-le-Boisne
Assé-le-Boisne é uma comuna francesa na região administrativa do País do Loire, no departamento de Sarthe. Estende-se por uma área de 28.39 km². Em 2010 a comuna tinha 926 habitantes (densidade: 32,6 hab./km²).